# Interfețe evoluate
Interfețe evoluate se referă la tehnologiile folosite pentru crearea unei pagini web. Aceste tehnologii includ: XML, XHTML, CSS, DTD, XPATH, XQUERY, XML Programing (DOM, SAX), XML Schema, JavaScript, AJAX, XSL, WebML, RDF, OWL. 

## Tehnologii
- XML structurează datele (informațiile)

Prin date structurate înțelegem lucruri ca liste de contacte, parametri de configurație sau desene tehnice. XML este un set de reguli pentru a crea formate text care îți permit să structurezi datele.
- XHTML

eXtensible HyperText Markup Language, sau XHTML, este un limbaj de marcare ce are aceleași capabilități expresive ca și HTML. XHTML poate fi considerat ca încrucișarea dintre HTML și XML.
- CSS

CSS (Cascading Style Sheets) este un standard pentru formatarea elementelor unui document HTML. Stilurile se pot atașa elementelor HTML prin intermediul unor fișiere externe sau în cadrul documentului, prin elementul <style> și/sau atributul style. Este foarte util pentru design de interfețe pentru pagini HTML. CSS-ul a apărut datorită nevoii de standardizare.
- DTD

DTD (Document Type Definition) este primul limbaj apărut pentru a specifica structura documentelor XML. Definirea structurii fișierelor XML este utilă, deoarece permite validarea ulterioară a acestora. Fișierele DTD permit definirea elementelor XML, a atributelor, a unor restricții simple privitoare la cardinalitatea elementelor și la tipul lor.
- XPath

XPath (XML Path Language) este un limbaj de expresii utilizat pentru a selecta porțiuni dintr-un document XML, sau pentru a calcula valori pe baza conținutului unui document XML. Versiuni evoluate ale  limbajului sunt XPath 2.0 si  XPath 1.0, dar cea mai întâlnită versiune în prezent este cea de-a doua.
- XQUERY

XQuery este o recomandare W3C și a fost creat pentru a permite interogarea documentelor XML și extragerea unor componente ale acestora. Cea mai bună definire a XQuery este obținută prin analogia cu SQL. XQuery este pentru XML ceea ce este SQL pentru bazele de date. Acest limbaj se bazează pe XPath, cele două limbaje fiind foarte asemănătoare: același model al datelor și  aceiași operatori și aceleași funcții. 
- XML Programing (DOM, SAX)

Pentru a implementa instrumente care să prelucreze aceste documente XML rapid și eficient au fost dezvoltate mai multe metode evoluate în funcție de particularitățile de prelucrare ale fiecărui caz. Principalele metode de prelucrare ale fișierelor XML sunt DOM (Document Object Model) și SAX (Simple API for XML). SAX este un parser care prelucrează fișierele XML în mod serial declanșând evenimente la întâlnirea elementelor fișierului XML. Spre deosebire de SAX, DOM presupune încărcarea întregului document în memorie pentru parsare. Ambele pot folosi interfețe Java.
- XML Schema

XML Schema este o alternativă la DTD. XML Schema descrie structura unui document XML. Limbajul XML Schema este cunoscut și ca XML Schema Definition (XSD). În plus față de DTD, permite declararea mai multor constrângeri care sunt descrise tot într-un fișier XML.
- JavaScript

JavaScript este un limbaj de programare orientat pe obiect. Limbajul este binecunoscut pentru folosirea în construirea siturilor web, dar de asemenea este folosit pentru accesul la obiecte încastrate în alte aplicații. În ciuda numelui și a unor oarecare similarități în sintaxă, între JavaScript și limbajul Java nu există nici o legătură. JavaScript permite utilizarea unor funcții mai complexe pentru îndeplinirea de task-uri avansate.
- AJAX

AJAX, prescurtare pentru Asynchronous JavaScript and XML, este o tehnică de programare pentru crearea de aplicații web interactive. Intenția este să facă paginile web să pară mai receptive astfel încât să nu fie nevoie ca pagina să fie reîncărcată la fiecare acțiune a utilizatorului. Aceasta are ca scop creșterea interactivității, ușurinței în utilizare și a vitezei aplicațiilor web.
- XSL

Tehnologia XML este foarte puternică și utilă. Cu siguranță că posibilitatea de a transforma cu ușurință un document XML într-un alt format precum HTML, WAP, text, creându-le acestor fișiere xml, greu de înțeles de necunoscători, interfețe prietenoase pentru utilizator.
- WebML

WebML propune o unealtă grafică, dar totuși formală, pentru specificații. WebML se referă la UML pentru web.
- RDF- cadru de descriere al resurselor Internet bazat pe XML

RDF (Resource Description Framework) este un cadru menit să proceseze metadatele, oferind conectivitate între diverse aplicații care fac schimb inteligent de informații. Se dorește înțelegerea de către mașina semantică a paginilor web.
- OWL

OWL a fost creat pentru a oferi o metodă pentru a procesa, înțelege, conținutul unei pagini web (nu de a o afișa doar). A fost construit pentru a ajuta calculatoarele să înțeleagă. OWL are trei sublimbaje:
- - OWL Lite
  - OWL DL (include OWL Lite)
  - OWL Full (include OWL DL)